# Waldo Kantor
Waldo Ariel Kantor, född 11 januari 1960 i Buenos Aires, är en argentinsk före detta volleybollspelare.
Kantor blev olympisk bronsmedaljör i volleyboll vid sommarspelen 1988 i Seoul.